# Qualificazioni al campionato mondiale di calcio 2010 - CONCACAF - Fase finale

## Classifica
| Squadra           | P.ti | G  | V | N | P | GF | GS | DR  |
| ----------------- | ---- | -- | - | - | - | -- | -- | --- |
| Stati Uniti       | 20   | 10 | 6 | 2 | 2 | 19 | 13 | +6  |
| Messico           | 19   | 10 | 6 | 1 | 3 | 18 | 12 | +6  |
| Honduras          | 16   | 10 | 5 | 1 | 4 | 17 | 11 | +6  |
| Costa Rica        | 16   | 10 | 5 | 1 | 4 | 15 | 15 | 0   |
| El Salvador       | 8    | 10 | 2 | 2 | 6 | 9  | 15 | -6  |
| Trinidad e Tobago | 6    | 10 | 1 | 3 | 6 | 10 | 22 | -12 |

- Stati Uniti,  Messico e  Honduras qualificate direttamente al mondiale.
- Costa Rica qualificata allo spareggio interzonale CONMEBOL-CONCACAF.

## Risultati

### Primo turno
| Arbitro: | Joel Aguilar |

|                        |           |  |
| Furtado 48’ 59’ (rig.) | Marcatori |  |

| Arbitro: | Marco Rodríguez |

|                  |           |                             |
| Romero 82’ 90+3’ | Marcatori | 7’ Edwards 26’ (rig.) Yorke |

| Arbitro: | Carlos Batres |

|                   |           |  |
| Bradley 43’ 90+2’ | Marcatori |  |

### Secondo turno
| Arbitro: | Walter Quesada |

|            |           |           |
| Hyland 89’ | Marcatori | 49’ Pavón |

| Arbitro: | Benito Archundia |

|                              |           |                         |
| Quintanilla 15’ Castillo 72’ | Marcatori | 77’ Altidore 88’ Hejduk |

| Arbitro: | Terry Vaughn |

|                            |           |  |
| Bravo 20’ Pardo 52’ (rig.) | Marcatori |  |

### Terzo turno
| Arbitro: | Jair Marrufo |

|             |           |  |
| Centeno 69’ | Marcatori |  |

| Arbitro: | Paul Ward |

|                          |           |                     |
| Costly 17’ 79’ Pavón 43’ | Marcatori | 82’ (rig.) Castillo |

| Arbitro: | Roberto Moreno Salazar |

|                      |           |  |
| Altidore 13’ 71’ 89’ | Marcatori |  |

### Quarto turno
| Arbitro: | Courtney Campbell |

|                        |           |                            |
| Edwards 29’ Samuel 63’ | Marcatori | 40’ Saborío 52’ 68’ Borges |

| Arbitro: | Walter Quesada |

|                                     |           |                   |
| Martínez 11’ Quintanilla 86’ (rig.) | Marcatori | 71’ (rig.) Blanco |

| Arbitro: | Mauricio Morales |

|                                  |           |           |
| Donovan 39’ (rig.) Bocanegra 68’ | Marcatori | 5’ Costly |

### Quinto turno
| Arbitro: | Neal Brizan |

|                                   |           |             |
| Saborío 2’ Borges 13’ Herrera 68’ | Marcatori | 90’ Donovan |

| Arbitro: | Jose Pineda |

|                     |           |           |
| Franco 2’ Rojas 48’ | Marcatori | 46’ Tinto |

| Arbitro: | Baldomero Toledo |

|           |           |  |
| Pavón 15’ | Marcatori |  |

### Sesto turno
| Arbitro: | Terry Vaughn |

|         |           |  |
| Glen 7’ | Marcatori |  |

| Arbitro: | Roberto Moreno Salazar |

|                      |           |           |
| Castro 19’ Sabah 81’ | Marcatori | 8’ Davies |

| Arbitro: | Marco Rodríguez |

|                                         |           |  |
| Costly 30’ 92’ Pavón 50’ Valladares 90’ | Marcatori |  |

### Settimo turno
| Arbitro: | Neal Brizan |

|  |           |                                     |
|  | Marcatori | 45’ Giovani 61’ Franco 70’ Guardado |

| Arbitro: | Mark Geiger |

|                                     |           |              |
| Pavón 19’ 27’ Guevara 61’ Suazo 83’ | Marcatori | 85’ Baptiste |

| Arbitro: | Jose Pineda |

|                            |           |              |
| Dempsey 40’ Altidore 45+2’ | Marcatori | 31’ Castillo |

### Ottavo turno
| Arbitro: | Joel Aguilar |

|  |           |           |
|  | Marcatori | 62’ Clark |

| Arbitro: | Benito Archundia |

|                |           |  |
| Corrales 90+1’ | Marcatori |  |

| Arbitro: | Courtney Campbell |

|                   |           |  |
| Blanco 75’ (rig.) | Marcatori |  |

### Nono turno
| Arbitro: | Carlos Batres |

|                                                      |           |              |
| González 25’ (aut.) Blanco 71’ Palencia 84’ Vela 90’ | Marcatori | 88’ Martínez |

| Arbitro: | Jair Marrufo |

|                                              |           |  |
| James 27’ (aut.) Centeno 50’ Saborío 61’ 63’ | Marcatori |  |

| Arbitro: | Roberto Moreno Salazar |

|                 |           |                           |
| de León 46’ 77’ | Marcatori | 54’ 65’ Casey 71’ Donovan |

### Decimo turno
| Arbitro: | Walter Quesada |

|                         |           |                          |
| Baptiste 32’ (rig.) 61’ | Marcatori | 58’ Baptiste 66’ Salcido |

| Arbitro: | Ricardo Salazar |

|  |           |           |
|  | Marcatori | 64’ Pavón |

| Arbitro: | Benito Archundia |

|                             |           |              |
| Bradley 72’ Bornstein 90+5’ | Marcatori | 21’ 24’ Ruiz |